# Castelo d'Urendorf

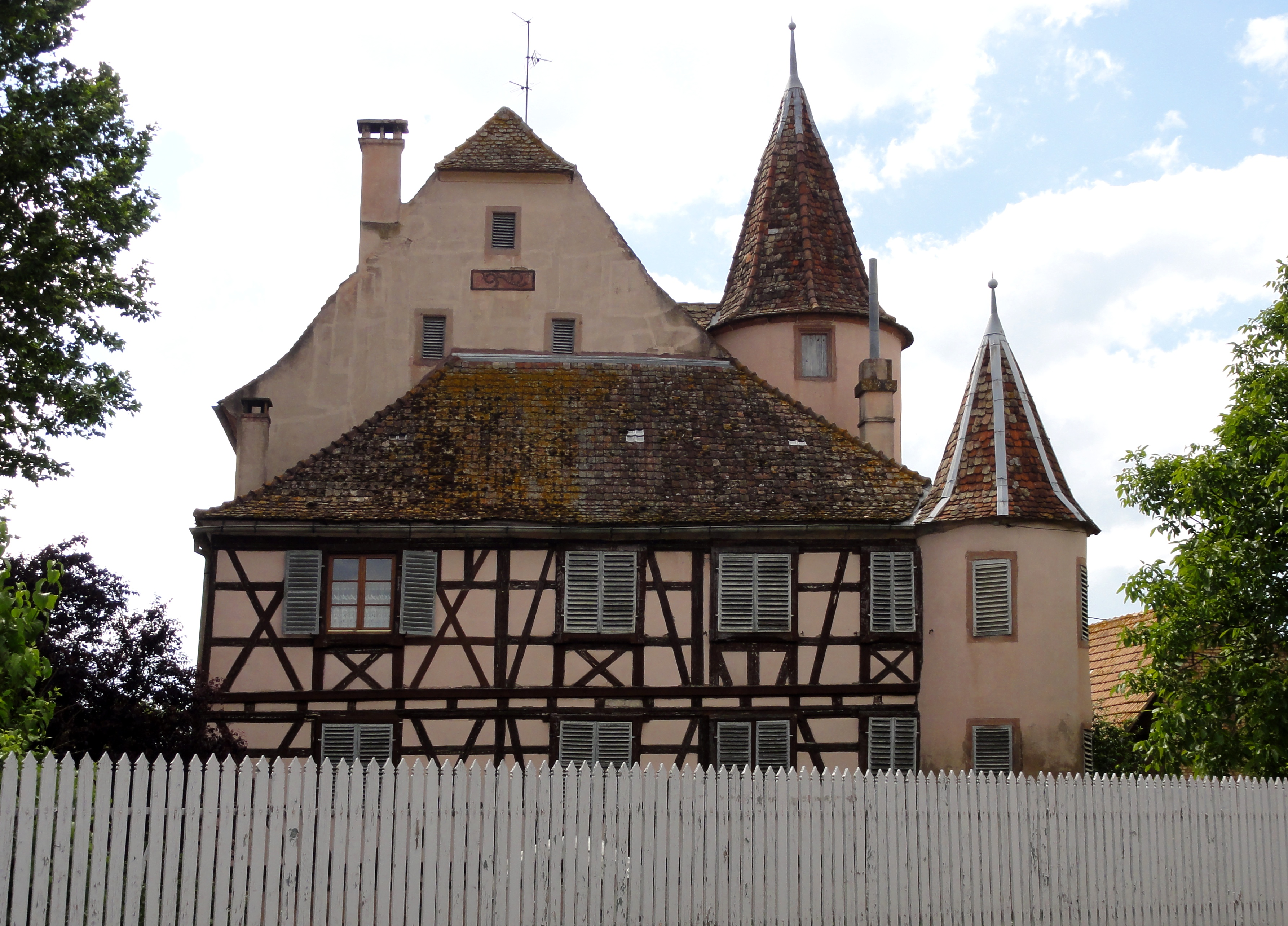
Fachada do Château d'Urendorf

O Château d'Urendorf é um château na comuna de Ernolsheim-Bruche, Bas-Rhin, Alsace, França .
As partes mais antigas do edifício (três torres e o bloco residencial principal) datam do 3º quarto do século XVI. Foi registado como um monumento histórico em 1936.